# Victor Ambros
Victor R. Ambros, né le 1er décembre 1953 à Hanovre (États-Unis) ou Hanover (États-Unis), est un biologiste américain du développement qui a découvert le premier micro-ARN (miARN) connu. Il est professeur à l'Université du Massachusetts Medical School. Il est colauréat du prix Nobel de physiologie ou médecine 2024 avec Gary Ruvkun pour leurs travaux sur les micro-ARN et leur rôle dans la régulation génétique.

## Biographie
Ambros est né dans le New Hampshire. Son père est un réfugié de guerre polonais et il grandit dans une petite ferme laitière du Vermont dans une famille de huit enfants, et va à l'école à Woodstock Union High School. Il obtient son baccalauréat en biologie du Massachusetts Institute of Technology en 1975 et termine son doctorat en 1979 au Massachusetts Institute of Technology, sous la direction du lauréat du prix Nobel David Baltimore. En 1976, il épouse sa camarade Rosalind Lee. Ambros poursuit ses recherches au MIT en tant que premier boursier postdoctoral dans le laboratoire du futur lauréat du prix Nobel Robert Horvitz. Il devient membre du corps professoral de l'Université Harvard en 1984 et part au Dartmouth College en 1992. Ambros rejoint la faculté de la faculté de médecine de l'Université du Massachusetts en 2008 et occupe actuellement le poste de professeur Silverman de sciences naturelles dans le programme de médecine moléculaire.

## Découverte de microARN
En 1993, Ambros et ses collègues Rosalind Lee et Rhonda Feinbaum rapportent dans la revue Cell qu'ils ont découvert des molécules d'ARN régulatrices monocaténaires non codantes pour les protéines dans l'organisme C. elegans. Des recherches antérieures, notamment les travaux d'Ambros et Horvitz, ont révélé qu'un gène connu sous le nom de lin-4 est important pour le développement larvaire normal de C. elegans, un nématode souvent étudié comme organisme modèle. Plus précisément, lin-4 est responsable de la répression progressive de la protéine LIN-14 au cours du développement larvaire du ver ; les vers mutants déficients en fonction de lin-4 présentent des niveaux constamment élevés de LIN-14 et affichent des défauts de synchronisation du développement. Cependant, le mécanisme de contrôle de LIN-14 reste inconnu.
Ambros et ses collègues découvrent que lin-4, de manière inattendue, ne code pas pour une protéine régulatrice. Au lieu de cela, il donne naissance à de petites molécules d'ARN, de 22 et 61 nucléotides de longueur, qu'Ambros appellent lin-4S (court) et lin-4L (long). L'analyse de séquence montre que lin-4S fait partie de lin-4L : lin-4L devait former une structure tige-boucle, avec lin-4S contenu dans l'un des bras, le bras 5'. De plus, Ambros, en collaboration avec Gary Ruvkun (Harvard), découvre que lin-4S est partiellement complémentaire de plusieurs séquences dans la région 3' non traduite de l'ARN messager codant pour la protéine LIN-14. Ambros et ses collègues émettent l'hypothèse que lin-4 pourrait réguler LIN-14 par la liaison de lin-4S à ces séquences dans le transcrit lin-14 dans un type de mécanisme d'ARN.
En 2000, une autre petite molécule régulatrice d'ARN de C. elegans, let-7, est caractérisée par le laboratoire Ruvkun et s'avère être conservée chez de nombreuses espèces, notamment les vertébrés. Ces découvertes confirment qu'Ambros a en fait découvert une classe de petits ARN aux fonctions conservées. Ces molécules sont maintenant connues sous le nom de microARN. Ambros est élu à l'Académie nationale des sciences des États-Unis en 2007. Il est élu membre de l'Académie américaine des arts et des sciences en 2011.